# Caesalpinien
Die Caesalpinien (Caesalpinia) sind eine Pflanzengattung in der Unterfamilie der Johannisbrotgewächse (Caesalpinioideae) innerhalb der Familie der Hülsenfrüchtler (Fabaceae). Ein großer Teil der Arten wird heute in die Gattung Erythrostemon ausgegliedert.

## Beschreibung

### Erscheinungsbild und Blätter
Die Caesalpinia-Arten wachsen als Bäume, Sträucher, Kletterpflanzen oder selten als krautige Pflanzen. Oft sind sie bedornt. Bei vielen, aber nicht allen Arten stehen die Blätter und Blütenstände gehäuft an Kurztrieben.
Die wechselständig und spiralig an den Zweigen angeordneten Laubblätter sind zusammengesetzt und einfach oder doppelt gefiedert. An der Blattrhachis stehen die kleinen bis großen Fiederblättchen gegen- oder wechselständig. Die Blätter sind bei einigen Arten zu Schuppen reduziert.

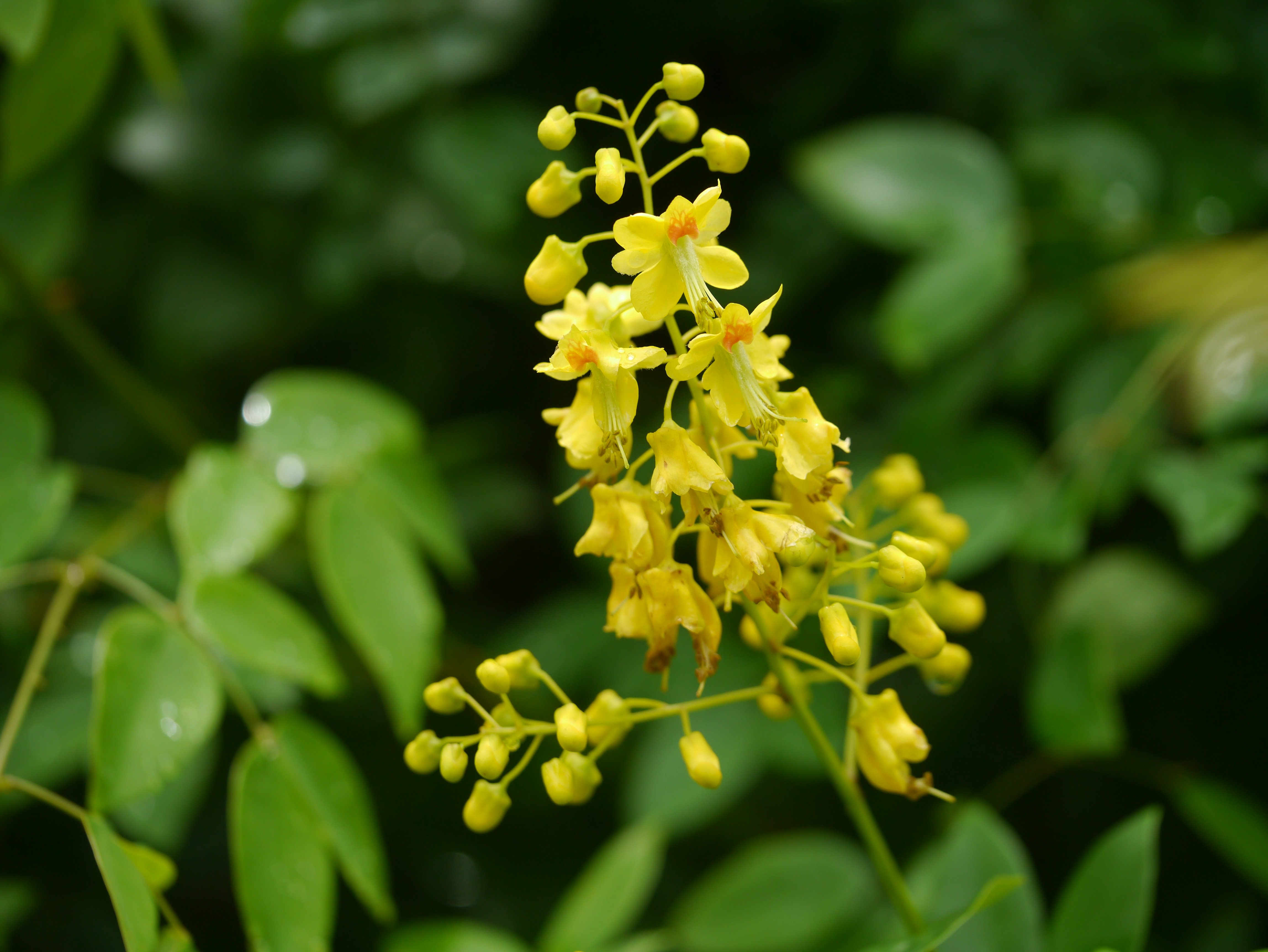
Blütenstand von Caesalpinia crista

### Blütenstände und Blüten
Es werden seiten- oder endständige, traubige oder ährige Blütenstände gebildet.
Je nach Art sind die Blüten klein oder groß und mehr oder weniger zygomorph. Die Blüten sind zwittrig und fünfzählig mit doppelter Blütenhülle. Von den fünf freien Kelchblättern ist das unterste das größte. Die fünf gelb über orangefarben bis rot gefärbten Kronblätter sind ausgebreitet und oft genagelt; meist vier von ihnen sind kreisförmig oder manchmal länglich, das oberste ist schmaler und besitzt eine andere Form oder Farbe und ist flaumig behaart. Es sind zwei Kreise mit je fünf freien Staubblättern vorhanden, von denen meist alle fertil sind; meistens ist die Hälfte deutlich kürzer als die andere. Die dicken Staubfäden sind an ihrer Basis behaart. Die Staubbeutel sind eiförmig oder elliptisch. Der einzelne, oberständige Fruchtknoten enthält eine bis sieben Samenanlagen. Der stabförmige Griffel endet in einer Narbe, die gestutzt oder hohl im Zentrum ist.

### Früchte und Samen
Es werden abgeflachte oder angeschwollene, eiförmige, längliche, lanzettlich oder manchmal sichelförmige Hülsenfrüchte gebildet, die ledrig oder holzig, selten fleischig, glatt oder bei manchen Arten stachelig sind. Je nach Art öffnen sie sich bei Reife oder bleiben geschlossen. Die Samen sind eiförmig oder kugelig.

## Nutzung
Caesalpinia spinosa (Tara) wird im heimischen Südamerika (Peru, Ecuador) wegen der Eignung  ihrer Früchte als Verdickungsmittel angebaut (siehe Tarakernmehl).

## Verbreitung
Die Gattung Caesalpinia ist in tropischen bis subtropischen Zonen verbreitet.

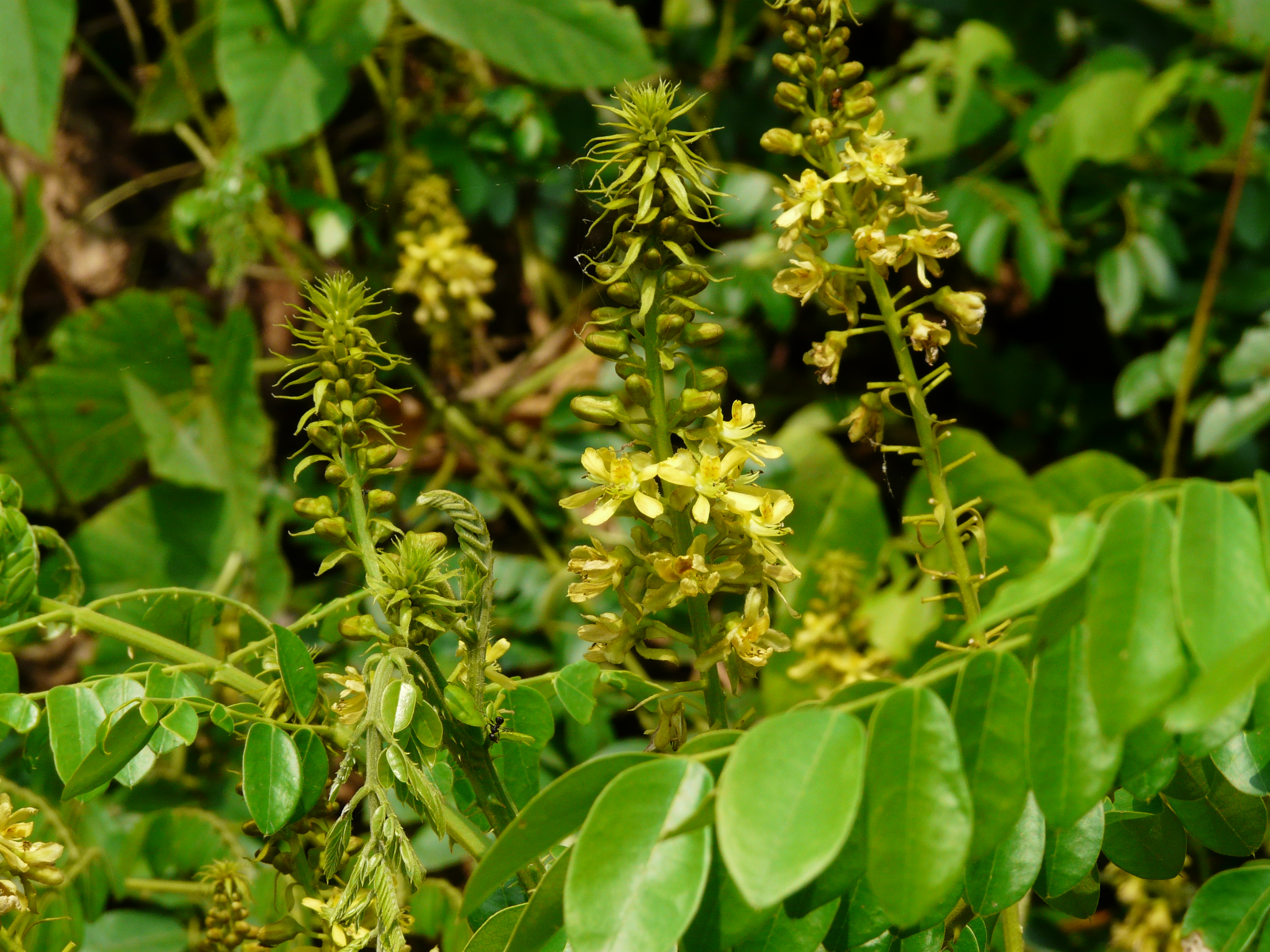
Caesalpinia bonduc

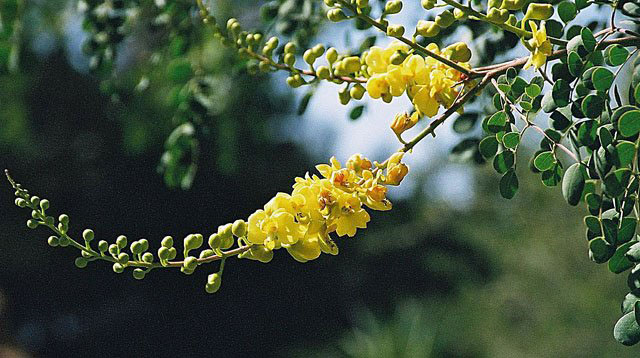
Caesalpinia cacalaco

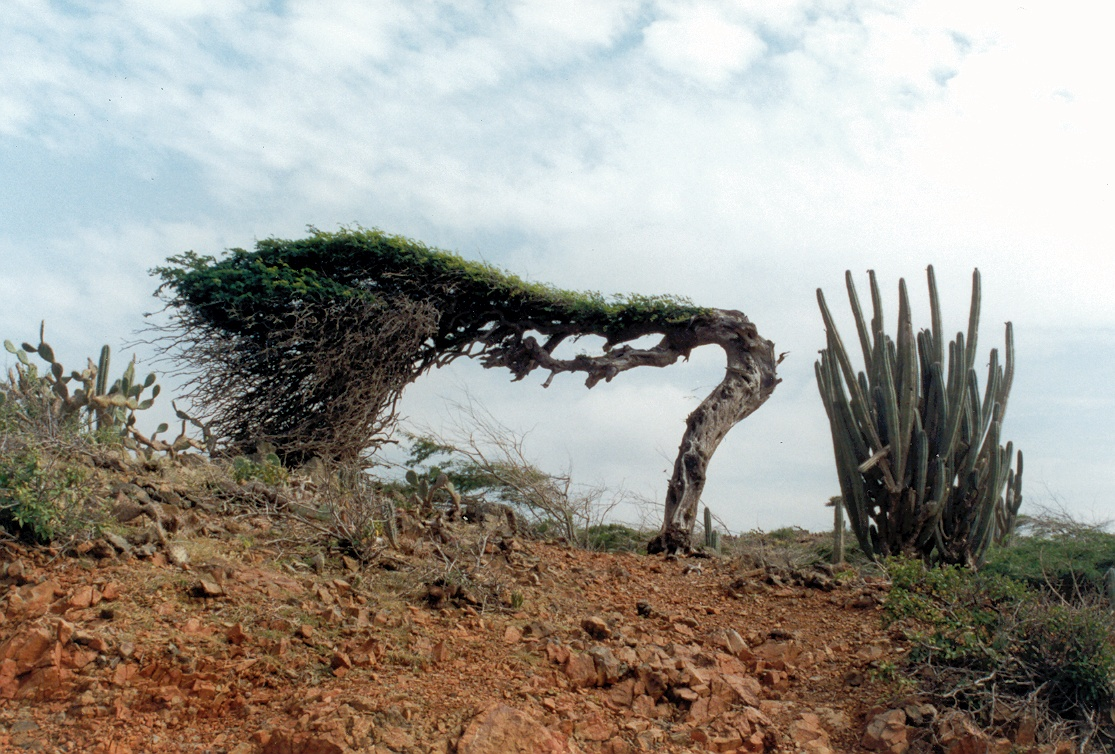
Caesalpinia coriaria

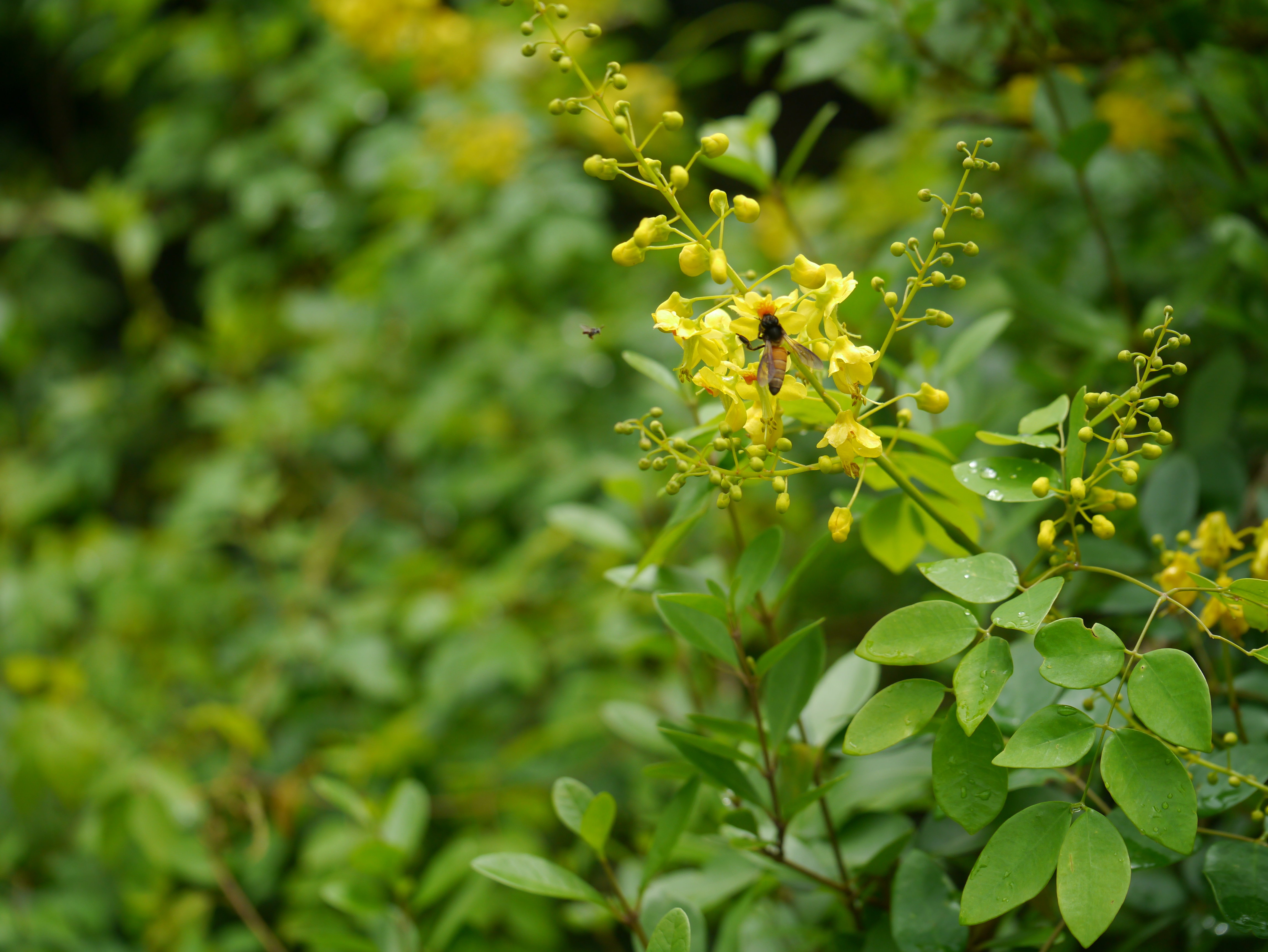
Caesalpinia crista

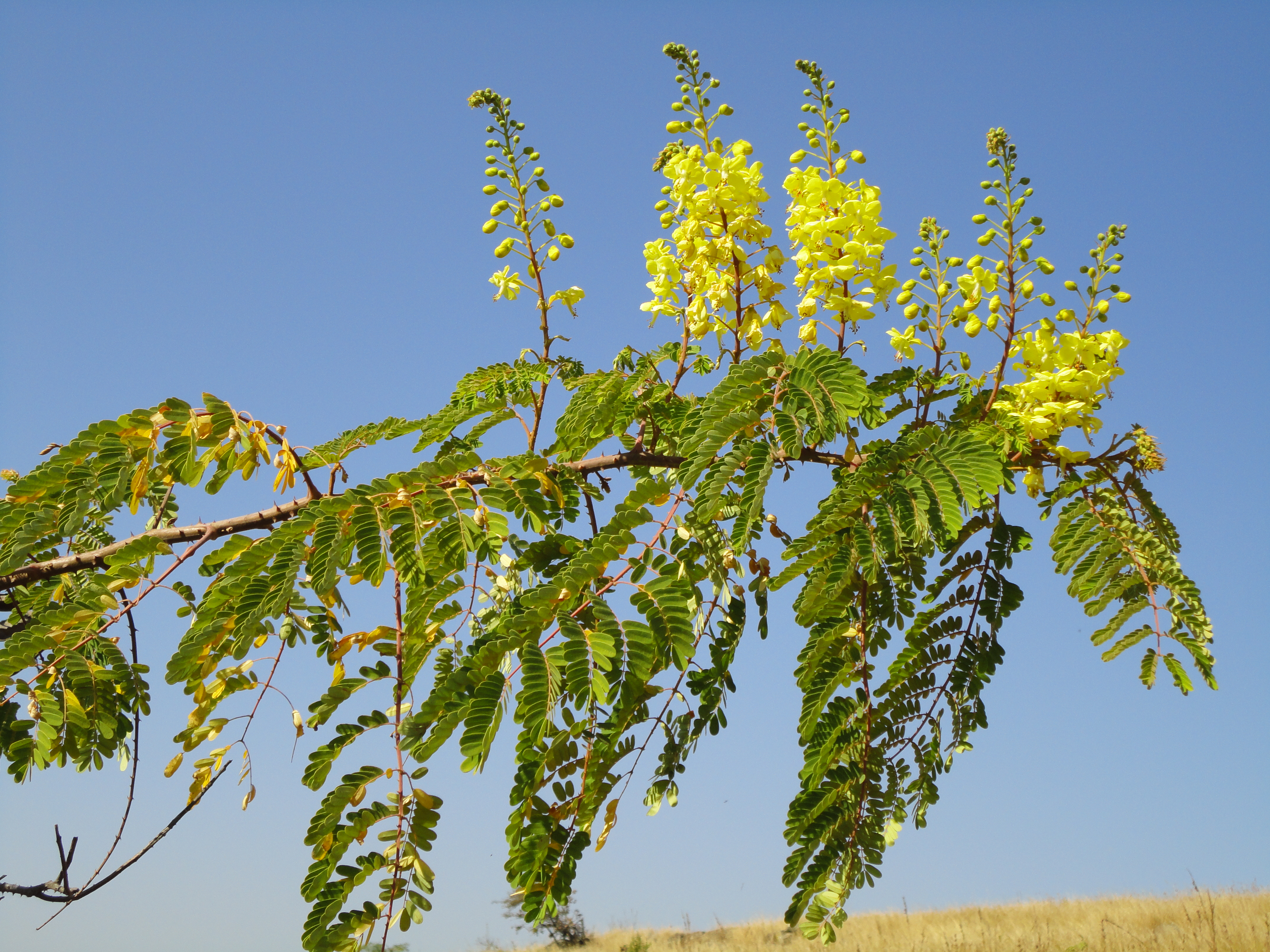
Caesalpinia decapetala

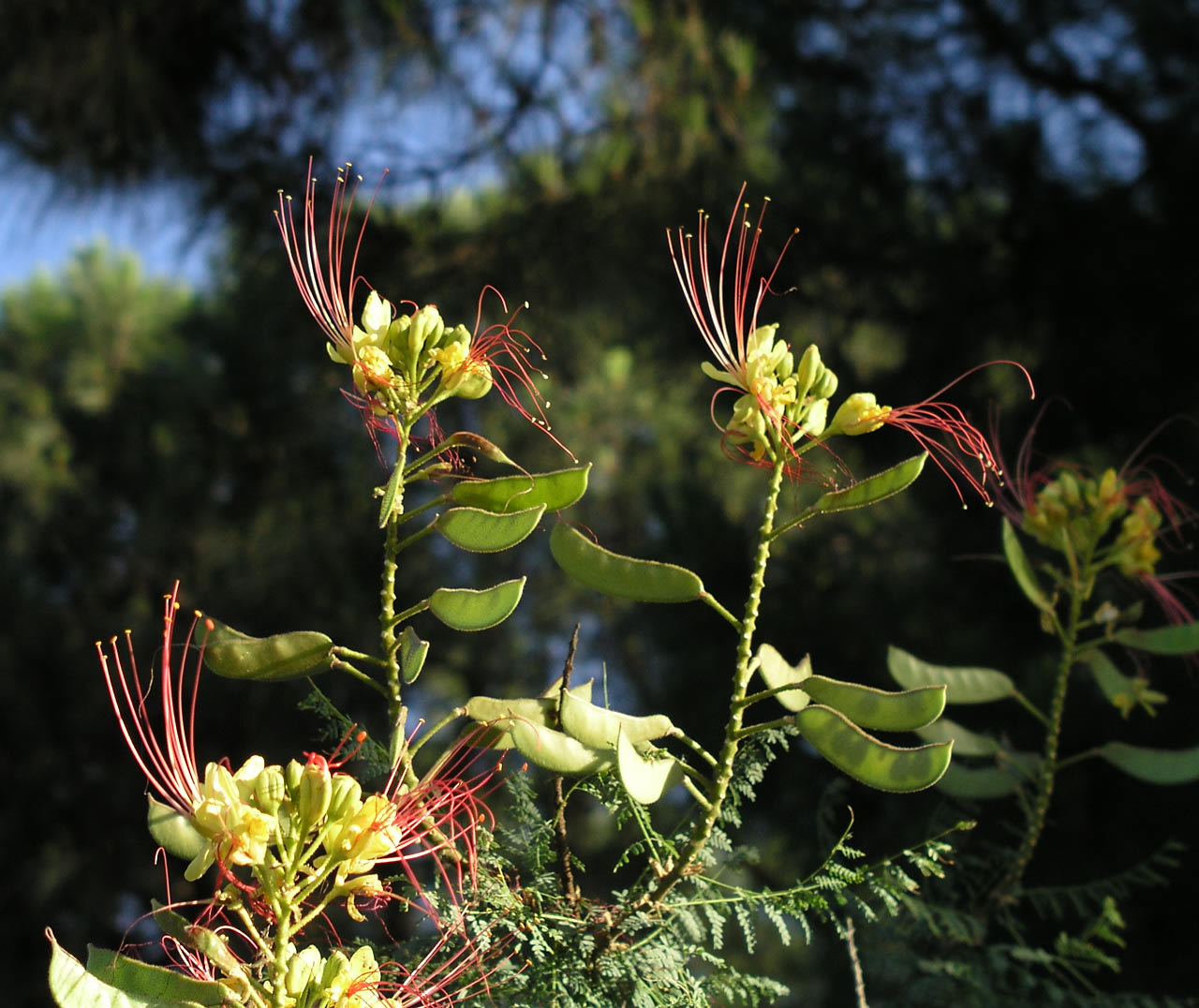
Paradiesvogelbusch (Caesalpinia gilliesii)

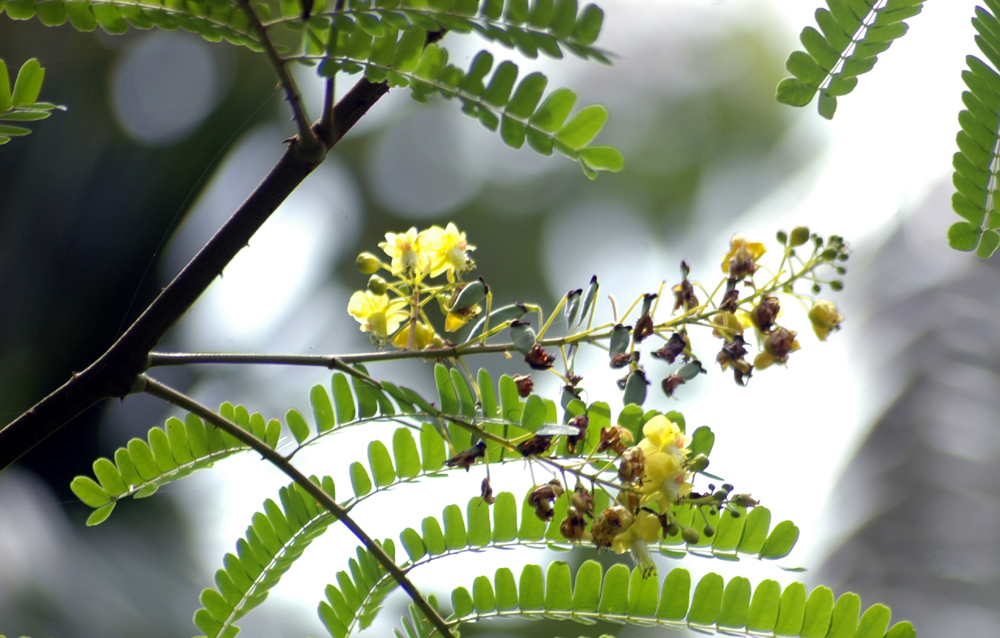
Caesalpinia sappan

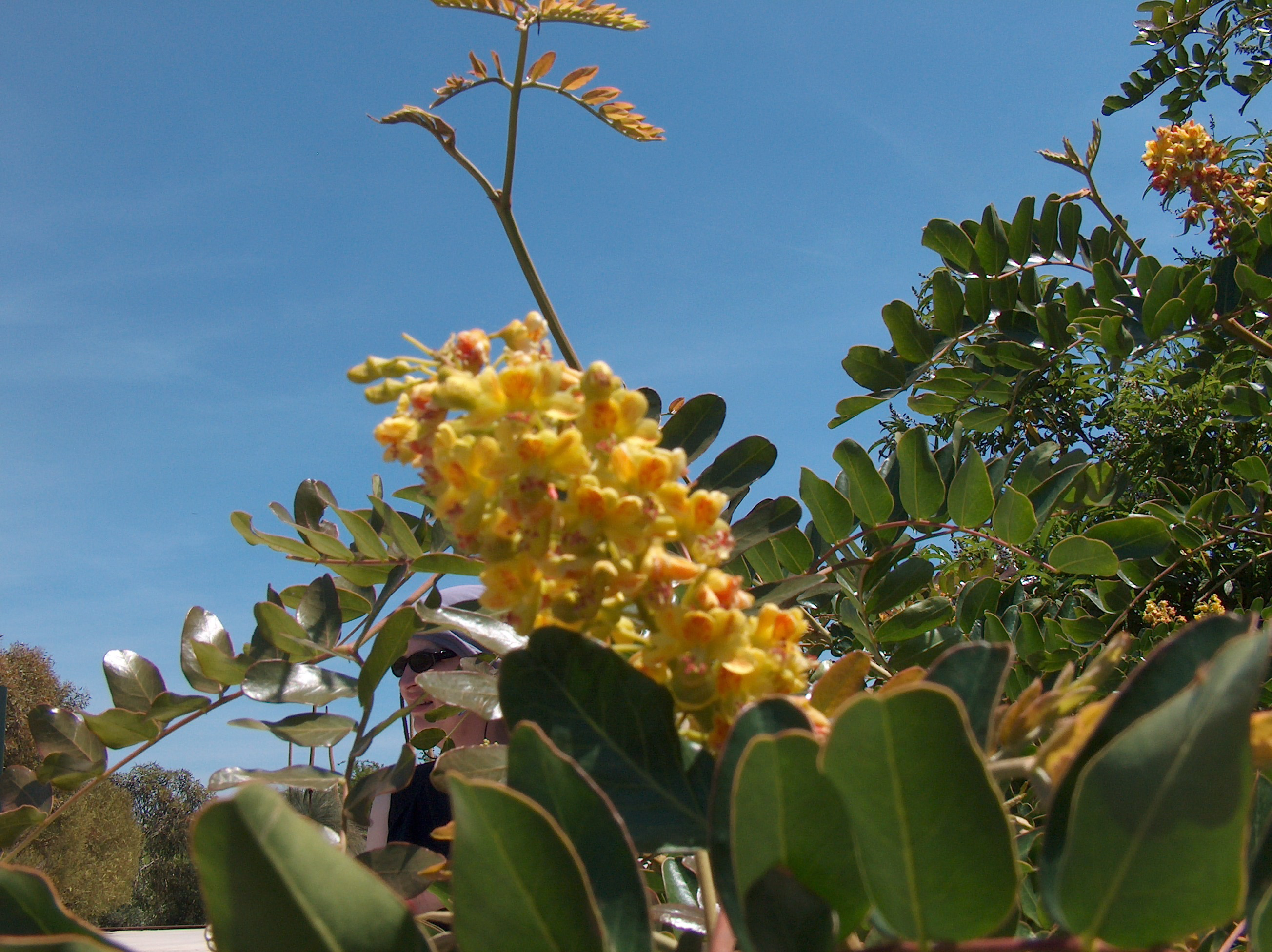
Caesalpinia spinosa

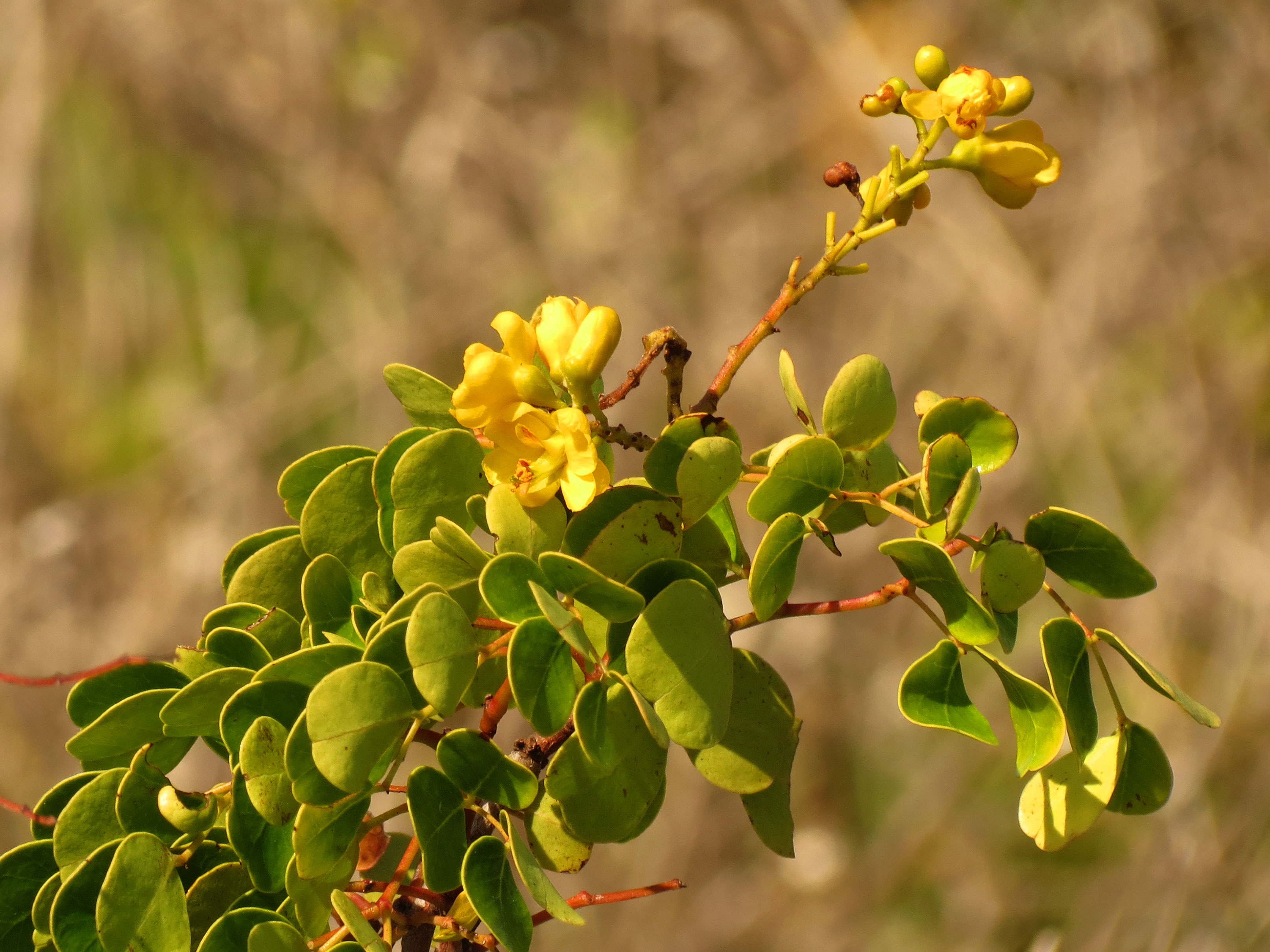
Caesalpinia vesicaria

## Systematik
Der französische Botaniker Charles Plumier (1646–1704) benannte die Gattung Caesalpinia zu Ehren des italienischen Botanikers Andrea Cesalpino (1524 oder 1525–1603). Carl von Linné übernahm später diesen Namen. Synonyme für Caesalpinia L. sind Cantuffa J.F.Gmel., Denisophytum R.Vig., Guilandina L. und Poinciana L. Die Gattung Caesalpinia gehört zur Tribus Caesalpinieae in der Unterfamilie der Johannisbrotgewächse (Caesalpinioideae) innerhalb der Familie der Hülsenfrüchtler (Fabaceae).
Die Abgrenzung der Gattung wird kontrovers gesehen; je nach Autor umfasst sie 70 bis 165 Arten. Hier eine Artenauswahl:
- Caesalpinia angolensis (Oliv.) Herend. & Zarucchi
- Caesalpinia benthamiana (Baill.) Herend. & Zarucchi: Sie kommt im tropischen westlichen Afrika vor.[6]
- Caesalpinia bonduc (L.) Roxb.: Sie kommt im tropischen Afrika, in Madagaskar und auf den Komoren, in Sri Lanka, China, Taiwan, Neuguinea, Hawaii, Florida, Mexiko, Nicaragua, Costa Rica, Kolumbien, Ecuador, Peru, Brasilien, Kuba. Jamaika und Puerto Rico vor.[6]
- Caesalpinia brasiliensis L.: Sie kommt in Hispaniola vor.[6]
- Caesalpinia cacalaco Bonpl.: Sie kommt im südlichen Mexiko vor.[6]
- Caesalpinia cassioides Willd.: Sie kommt in Kolumbien und in Peru vor.[6]
- Caesalpinia ciliata (Wikstr.) Urb.: Sie kommt in Hispaniola, Kuba und zahlreichen anderen Inseln der Karibik vor.[6]
- Caesalpinia coriaria (Jacq.) Willd.: Sie kommt von Mexiko bis Venezuela und auf Inseln in der Karibik vor.[6]
- Caesalpinia crista L.: Sie kommt in Indien, Indochina, Malesien, China, Japan, Taiwan, Queensland, Neukaledonien, Hawaii und Französisch-Polynesien vor.[6]
- Caesalpinia cucullata Roxb.: Sie kommt in Indien, Bhutan, Nepal, Indonesien, Indochina, Malaysia, Yunnan und auf den Philippinen vor.[6]
- Caesalpinia decapetala (Roth) Alston: Sie kommt ursprünglich auf den indischen Sukkontinent, in Indochina, Malesien, in China, Japan und Korea vor.[6]
- Caesalpinia delphinensis Du Puy & R.Rabev.
- Caesalpinia digyna Rottler: Sie kommt in Indien, Sri Lanka, Nepal, Indochina, Malaysia und in China vor.[6]
- Caesalpinia eriostachys Benth.: Sie kommt von Mexiko bis Panama und in Kuba vor.[6]
- Caesalpinia exostemma DC.: Sie kommt in zwei Unterarten von Mexiko bis ins westliche Costa Rica vor.[6]
- Caesalpinia ferrea Mart. ex Tul.: Sie kommt in zwei Varietäten in Brasilien vor.[6]
- Caesalpinia gardneriana Benth.: Sie kommt in Brasilien vor.[6]
- Paradiesvogelbusch (Caesalpinia gilliesii (Hook.) D.Dietr.): Er kommt ursprünglich in Argentinien, Chile, Uruguay und in Peru vor.[6]
- Caesalpinia glabrata Kunth (Syn.: Caesalpinia corymbosa Benth.): Sie kommt in Kolumbien Ecuador, Peru und Bolivien vor.[6]
- Caesalpinia granadillo Pittier: Sie kommt in Venezuela vor.[6]
- Caesalpinia hildebrandtii (Vatke) Baill.
- Caesalpinia jamesii (Torr. & A.Gray) Fisher: Sie kommt in Arizona, Texas und im mexikanischen Bundesstaat Chihuahua vor.[6]
- Caesalpinia kavaiensis H.Mann: Sie kommt in Hawaii vor.[6]
- Caesalpinia latisiliqua (Cav.) Hattink
- Caesalpinia madagascariensis (R.Vig.) Senesse
- Caesalpinia major (Medik.) Dandy & Exell: Sie kommt im tropischen Asien, in Madagaskar, Japan, Französisch-Polynesien, Florida, Guatemala, Belize, Guayana und Inseln in der Karibik vor.[6]
- Caesalpinia mexicana A.Gray: Sie kommt in Mexiko und in Texas vor.[6]
- Caesalpinia microphylla Mart. ex G.Don: Sie kommt in Brasilien vor.[6]
- Caesalpinia minax Hance: Sie kommt in Indien, Indochina, China und Taiwan vor.[6]
- Caesalpinia myabensis Britton: Sie kommt in Kuba vor.[6]
- Caesalpinia nipensis Urb.: Sie kommt in Kuba vor.[6]
- Caesalpinia palmeri S.Watson: Sie kommt in Mexiko vor.[6]
- Caesalpinia paraguariensis (D.Parodi) Burkart: Sie kommt in Brasilien, Argentinien, Paraguay und Bolivien vor.[6]
- Caesalpinia pauciflora (Griseb.) C.Wright: Sie kommt in Kuba, Hispaniola und in Florida vor.[6]
- Caesalpinia platyloba S.Watson: Sie kommt in Mexiko vor.[6]
- Caesalpinia pluviosa DC.: Sie kommt in mehreren Varietäten ursprünglich in Kolumbien, Brasilien, Argentinien, Paraguay und Bolivien vor.[6]
- Caesalpinia pubescens (Desf.) Hattink: Sie kommt in Thailand, im südlichen Vietnam, in Indonesien und auf Luzon vor.[6]
- Pfauenstrauch, auch  Flamboyant, Stolz von Barbados oder Zwerg-Poinciane genannt, (Caesalpinia pulcherrima (L.) Sw., Syn.: Poinciana pulcherrima L.): Er kommt in den Tropen kultiviert und eingebürgert vor, seine ursprüngliche Heimat ist aber unbekannt.[6]
- Caesalpinia pumila (Britton & Rose) F.J.Herm.: Sie kommt nur im mexikanischen Bundesstaat Sonora vor.[6]
- Caesalpinia punctata Willd.: Sie kommt in Kolumbien, Guayana, Venezuela und möglicherweise auch in Ecuador vor.[6]
- Caesalpinia pyramidalis Tul.: Sie kommt in Brasilien vor.[6]
- Caesalpinia sappan L.: Sie kommt in Indien, Sri Lanka, Indonesien, Malaysia, Indochina und in China vor.[6]
- Caesalpinia scortechinii (F.Muell.) Hattink: Sie kommt in nordöstlichen New South Wales und im südöstlichen Queensland vor.[6]
- Caesalpinia sessilifolia S.Watson: Sie kommt in Mexiko vor.[6]
- Caesalpinia spinosa (Molina) Kuntze („Tara“, „Guarango“): Sie kommt in Kolumbien, Ecuador, Venezuela, Peru, Bolivien, Argentinien und im nördlichen Chile vor.[6]
- Caesalpinia velutina (Britton & Rose) Standl.: Sie kommt in Mexiko und in Guatemala vor.[6]
- Caesalpinia vernalis Champ. ex Benth.: Sie kommt in China in Guangdong, im südlichen Zhejiang und im südlichen Fujian vor.[6]
- Caesalpinia vesicaria L.: Sie kommt in Mexiko, Guatemala und auf Inseln in der Karibik vor.[6]
- Caesalpinia violacea Standl.: Sie kommt in Mexiko, Belize, Guatemala, Kuba und Jamaika vor.[6]
- Caesalpinia yucatanensis Greenm.: Sie kommt in drei Unterarten in Mexiko, Guatemala, Honduras und Belize vor.[6]

Nicht mehr zu dieser Gattung wird gerechnet:
- Brasilholz (Paubrasilia echinata (Lam.) Gagnon, H.C.Lima & G.P.Lewis, Syn: Caesalpinia echinata Lam.): Es kommt ursprünglich nur in Brasilien vor.[6]